# 道の駅かみゆうべつ温泉チューリップの湯

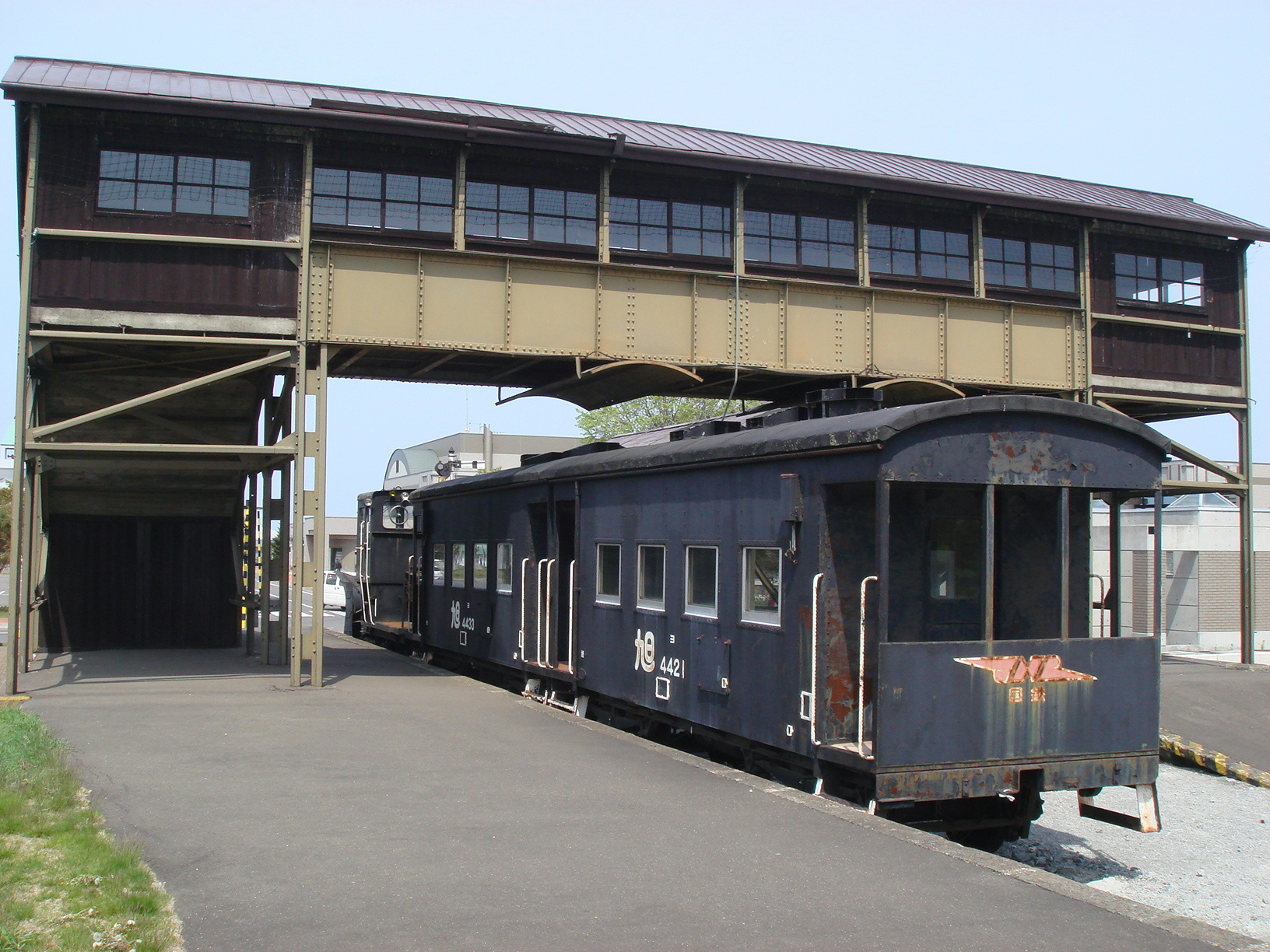
ホーム、跨線橋、鉄道車両が保存されている。

道の駅かみゆうべつ温泉チューリップの湯（みちのえき かみゆうべつおんせんチューリップのゆ）は、北海道紋別郡湧別町にある北海道道712号緑蔭中湧別停車場線の道の駅である。

## 概要
施設内には日帰り温泉施設があり、地元の住民や観光客が訪れている。また、旧名寄本線・旧湧網線が発着していた旧中湧別駅の駅跡を整備・再利用された「中湧別駅記念館」が隣接し、当時のホームや跨線橋、鉄道車両などが保存されている。かつては「鉄道資料館」として当時の関連物品を車両や跨線橋の中に保管・展示していたが、現在は文化センターTOM内に大半が移されている。
なお、かつては「道の駅中湧別」として文化センターTOM内の上湧別町役場中湧別出張所内にあった。

## 施設
- 駐車場
  - 普通車：93台
- トイレ
  - 男：大 7器（2器）、小 22器（2器）
  - 女：14器（2器）
  - 身障者用：3器（1器）

※（）内は、24時間利用可能
- 公衆電話：1台
- 日帰り温泉施設「かみゆうべつ温泉チューリップの湯」（10:00 - 22:00（最終受付21:30））
- 鉄道資料館
- 食事処「ちゅーりっぷ」（11:00 - 21:00）
- 売店（10:00 - 22:00）
- 軽食コーナー（10:00 - 21:00）

## 休館日
- 年中無休

## アクセス
- 北海道道712号緑蔭中湧別停車場線 - 登録路線
  - 国道242号

## 周辺
- 文化センターTOM
- 五鹿山公園
- かみゆうべつチューリップ公園